# نايدي غوميز
إينيزينايدي "نايدي" دو روزاريو دا فيرا كروز غوميز (ولدت في 20 نوفمبر 1979) هي لاعبة ألعاب قوى برتغالية من مواليد ساو تومي وبرينسيبي تنافست في القفز والرمي وسباق الحواجز والأحداث المشتركة. وهي بطلة العالم داخل الصالات في عام 2004 في الخماسي الحديث وبطلة العالم داخل الصالات في عام 2008 في الوثب الطويل. وقد احتفظت بالرقم القياسي لساو تومي في تسع تخصصات (تحمل ثلاثة اعتبارًا من عام 2022) والرقم القياسي البرتغالي في خمس تخصصات (تحمل ثلاثة اعتبارًا من عام 2025). كما حسنت الرقم القياسي البرتغالي في الوثب الطويل للسيدات 14 مرة، حيث رفعته من 6.56 مترًا إلى 7.12 مترًا.